# هنگامی که در رم (فیلم ۲۰۱۰)
هنگامی که در رم (به انگلیسی: When in Rome) فیلمی در ژانر کمدی رمانتیک است محصول سال ۲۰۱۰ کشور ایالات متحده و به کارگردانی مارک استیون جانسون است. فیلم‌نامه این فیلم توسط جانسون، دیوید دایموند، و دیوید وایسمان به رشته تحریر درآمده است. در این فیلم بازیگرانی همچون کریستن بل، جاش دوهامل، ویل آرنت، جون هدر، دکس شپارد، دنی دویتو، آنجلیکا هیوستون، آلکسیس دزینا، پگی لیپتون، لوکا کالوانی، کیت میکوچی، دان جانسون، بابی موینیهان، لی پیس، کریستین شال، الکسا هیوینز، شکیل اونیل و افرن رامیرز ایفای نقش کرده‌اند.

## خلاصه داستان
الیزابت بث (کریستن بل) برای شرکت در عروسی خواهرش به رم مسافرت می‌کند اوپس از عروسی و در حال مستی چند سکه از فواره تروی برمی‌دارد. اما پس از این حرکت اتفاق عجیبی می‌افتد تعداد زیادی از مردان عاشق او می‌شوند او پس از مدتی متوجه می‌شود برطبق یک افسانه قدیمی دلیلش برداشتن سکه‌ها از فواره است.